# Osoba (językoznawstwo)
Osoba – kategoria gramatyczna czasownika określająca, jak podmiot zdania ma się do stanu lub czynności określonej przez orzeczenie.
W języku polskim, podobnie jak w innych językach indoeuropejskich, wyróżnia się trzy osoby:
1. ja, my (mówiący jest wykonawcą czynności)
2. ty, wy (mówiący zwraca się do wykonawcy czynności)
3. on/ona/ono, oni/one (mówiący nie jest ani nie zwraca się do wykonawcy czynności, jest nim osoba trzecia)

W niektórych językach, m.in. w polskim, występuje także forma grzecznościowa.

## Obwiatyw
W niektórych językach pozaeuropejskich wyróżnia się jeszcze czwartą osobę – obwiatyw, którym wyraża się topikalizację innej części zdania niż podmiot. Przykładowo w języku kri (dialekt z równin – Plains Cree):
Betty neehiyaweew („Betty zna kri”, 3 os. lp.), ale: Betty ohtaawiya neehiyaweeyiwa – formalnie oznacza „Ojciec Betty zna kri”, jednak użycie orzeczenia w obwiatywie oznacza, że zdanie opisuje Betty, a nie jej ojca. Można je zatem przetłumaczyć jako „Betty ma ojca, który zna kri”. W języku kri zdanie to opisuje Betty, jednak jego podmiotem jest ojciec.
Obwiatyw pozwala też ujednoznacznić zdania typu: Zabił go, bo był tchórzem. Użycie zwykłej 3. osoby w zdaniu podrzędnym oznacza, że zabójca był tchórzem, użycie obwiatywu natomiast, że tchórzem był zabity.
W gramatyce opisowej nie uznaje się czasem obwiatywu za czwartą osobę, a jedynie jedną z dwu form 3. osoby (żadna z wyżej przedstawionych form nie odpowiada bowiem dokładnie 3. osobie w językach bez obwiatywu – zakres ich użycia pokrywa się z nią tylko częściowo).
Występowanie obwiatywu jest typową cechą języków algonkiańskich, istnieje on też w językach eskimoskich.

## Inkluzywność i ekskluzywność 1. osoby l. mn.
W niektórych językach (np. w niektórych indiańskich, w języku indonezyjskim, języku tok pisin, czeczeńskim) występuje też rozróżnienie 1. osoby liczby mnogiej na inclusivus (my inkluzywne) i exclusivus (my ekskluzywne). Przykładowo w języku keczua:
- ñuqanchik (my inkluzywne) = ja + ty (+on, oni, one itp.), czyli „ja (my) wraz z tobą”
- ñuqayku (my ekskluzywne) = ja + on/oni/one itp., czyli „my bez ciebie”

W niektórych językach jest to tylko rozróżnienie zaimków, w niektórych pociąga jednak za sobą zmianę kategorii gramatycznej czasownika.